# Giuseppe Allamano
Giuseppe Allamano (Castelnuovo d'Asti, 21 gennaio 1851 – Torino, 16 febbraio 1926) è stato un presbitero italiano, fondatore delle congregazioni dei Missionari e delle Missionarie della Consolata; nel 1990 è stato proclamato beato da papa Giovanni Paolo II ed è stato canonizzato da papa Francesco nel 2024. È annoverato nel gruppo di santi e beati indicati come santi sociali torinesi.

## Biografia
Rimasto orfano di padre a neanche tre anni, figlio di una famiglia di agricoltori molto devoti e nipote di san Giuseppe Cafasso (fratello della madre), studia a Valdocco nell'oratorio di san Giovanni Bosco. Viene ordinato sacerdote diocesano di Torino nel 1873 e nel 1877 si laurea in teologia presso la Pontificia facoltà teologica di Torino.

Assistente e in seguito direttore spirituale del Seminario nel 1880 viene nominato rettore del Santuario della Consolata.

Nel 1882 riapre il Convitto Ecclesiastico e negli anni successivi avvia importanti opere di ristrutturazione del Santuario. Nel 1898 redige il primo bollettino del Santuario, uno strumento all'avanguardia per la fine dell'800.
Il 29 gennaio 1901 fonda l'Istituto missioni Consolata che nel 1902 avvierà le sue attività di apostolato con la partenza per il Kenya dei primi quattro missionari, due sacerdoti e due coadiutori.

L'anno successivo, per rispondere alle necessità della missione keniota e in collaborazione con il Cottolengo, vengono inviate delle suore vincenzine. Vista la necessità dalla presenza femminile nell'opera di apostolato, nel 1910, fonda le Suore missionarie della Consolata.
Per comprendere la profonda spiritualità missionaria di Giuseppe Allamano sono preziosi i suoi scritti.
Nel 1912, con altri responsabili missionari, si rivolse direttamente a papa Pio X per cercare di sensibilizzare il clero e i fedeli in merito alla scarsa conoscenza sulle attività delle missioni, chiedendo l'istituzione di una giornata di sensibilizzazione. La risposta arriverà soltanto dopo la sua morte, dalla Pontificia Opera della Propagazione della Fede, che istituirà la Giornata Missionaria Mondiale, dal 1926 ufficializzata ogni anno, di solito, la terza domenica di ottobre.

L'anno prima, il sacerdote, già di precaria salute, ebbe un cedimento. Gli ultimi mesi furono di sofferenza, fino a spegnersi il 16 febbraio 1926. Morì presso il Santuario dell'Istituto Missionari Consolata di Corso Ferrucci. Il 18 febbraio dello stesso anno fu sepolto nel Cimitero monumentale di Torino, con solenne funerale.
L'11 ottobre 1938 la salma fu traslata nella Casa madre (detta "Casa del fondatore"), dove morì, ovvero nella parte destra della Cappella dell'Istituto di Torino, dove tuttora riposa in un sarcofago di pietra d'Istria, scolpito da Giordano Pavesi per l'occasione. Soltanto durante la seconda guerra mondiale, la salma fu nascosta temporaneamente nel Castello di Uviglie, nel Monferrato.
Negli anni trenta del XX secolo, fu eretto un altro grande complesso conventuale, distaccamento dell'Istituto suore missionarie della Consolata, alle porte occidentali di Torino, verso la Borgata Lesna di Grugliasco, e gli fu dedicato il lungo corso che collega la città a Grugliasco, fino a Rivoli.
Papa Giovanni Paolo II presiedette la cerimonia della sua beatificazione a Roma il 7 ottobre 1990.
Il 23 maggio 2024 papa Francesco ha autorizzato il Dicastero delle cause dei santi a promulgare il decreto riguardante il riconoscimento di un secondo miracolo attribuito all'intercessione del beato Allamano, e dunque è stata aperta la strada alla sua canonizzazione. Nel concistoro convocato da papa Francesco per il 1º luglio 2024 è stato stabilito che la cerimonia di canonizzazione del beato Giuseppe Allamano sarebbe avvenuta il 20 ottobre 2024.
Missio Ragazzi della Fondazione Missio ha realizzato e pubblicato su YouTube e sui loro canali social quattro video-cartoon sulla figura di Giuseppe Allamano: Uniti come famiglia, Elevatevi sopra le idee ristrette, Essere canali – e non conche – per i doni materiali, Inviati.

## Opere
- Lorenzo Sales (a cura di), La vita spirituale. Dalle conversazioni ascetiche del servo di Dio Giuseppe Allamano, Torino, Edizioni Missioni Consolata, 1963.
- Così vi voglio. Spiritualità e pedagogia missionaria, Bologna, EMI, 2007, ISBN 978-88-307-1617-9.

## Filmografia
- La partenza - Beato Giuseppe Allamano, regia di Paolo Damosso (2002) con Flavio Bucci, Arnoldo Foà, Franco Giacobini e Angela Goodwin[14][15]